# Tetragnatha elongata
Tetragnatha elongata är en spindelart som beskrevs av Charles Athanase Walckenaer 1842. Tetragnatha elongata ingår i släktet sträckkäkspindlar, och familjen käkspindlar.

## Underarter
Arten delas in i följande underarter:
- T. e. debilis
- T. e. principalis
- T. e. undulata